# Hostsharing
Die Hostsharing eG wurde am 6. Dezember 2000 als erster genossenschaftlich organisierter Webhoster gegründet. Satzungsgemäße Aufgaben der Genossenschaft sind die Entwicklung und Bereitstellung von Internetdiensten für Mitglieder.
Für die Mitglieder der Genossenschaft werden Hosting-Leistungen auf eigenen Server-Clustern bereitgestellt.
Hostsharing realisiert somit eine Community Cloud. Die Server befinden sich in zertifizierten Rechenzentren in Deutschland. Die Genossenschaft entwickelt Internet-Hostingkonzepte und Werkzeuge als Open-Source-Software (OSS). Für den technischen Betrieb setzt sie grundsätzlich auf OSS, wie Debian GNU/Linux als Betriebssystem.
Ferner bietet sie ergänzende Dienstleistungen wie IT- und Beratungsdienstleistungen zum Einsatz von Open-Source-Software.
Zudem unterstützt die Genossenschaft die Mitglieder bei der Weiterbildung in den zuvor genannten Bereichen.
Mitglied der Genossenschaft kann jede natürliche oder juristische Person werden. Neben IT-Dienstleistern handelt es sich bei den Mitgliedern um Vereine und Genossenschaften sowie Privatpersonen. Einige Mitglieder bieten Hosting-Leistungen als Reseller an. Hostsharing bietet Mitgliedern die Möglichkeit, sich aktiv an der Weiterentwicklung der Genossenschaft und der Technik zu beteiligen. Im Jahr 2020 verfügte Hostsharing über etwa 260 Mitglieder.

## Historie, Gründungsgeschichte und Konzepte
Während in der Frühzeit des Internets die Nutzer auch gleichzeitig die Macher des Internets waren, wandelte sich dies ab etwa Mitte der 90er Jahre in Richtung zunehmender Kommerzialisierung. Eine Folge war, dass Nutzer und Macher divergierten. Ende der 90er wurde der Markt des Webhostings, also der technischen Bereitstellung von Webspace, in Deutschland von wenigen Unternehmen beherrscht. Die technischen Möglichkeiten dieser Anbieter waren relativ einfach. Beim damaligen Marktführer kam es zu einer Reihe lang andauernder technischer Pannen, die gepaart mit mangelnder Transparenz und Kommunikation, zumindest die professionellen Nutzer des Anbieters vor erhebliche Probleme stellte, teilweise sogar ihren Geschäftsbetrieb gefährdete. Unzufriedene Kunden schlossen sich in einer Interessengemeinschaft zusammen. Nachdem auch dies nicht zu einer Verbesserung der Situation führte, entschieden einige der Betroffenen, es gemeinsam besser zu machen.
So wurde die Idee eines gemeinschaftlichen Webhosters geboren, der die Open-Source-Gedanken von Transparenz, Mitbestimmung und Mitwirkung auf das Webhosting übertragen sollte. Für die Realisation war auch ein Verein in Betracht gezogen worden, die Entscheidung fiel dann zugunsten einer Genossenschaft, damit die Mitglieder die Leistungen des Gemeinschaftsunternehmens kommerziell uneingeschränkt, z. B. durch Wiederverkauf, nutzen konnten.
Bei der Hostsharing eG handelt es sich weitgehend um eine „ideale“ Genossenschaft – im Hinblick auf die genossenschaftlichen Grundgedanken –, die ihre Leistungen fast ausschließlich ihren Mitgliedern anbietet. Ausnahme ist lediglich eine zeitlich befristete Nutzungsmöglichkeit auf Probe vor dem Beginn einer Mitgliedschaft. Die Mitglieder der Genossenschaft können sich über ihre Mitbestimmungsrechte, wie auch durch bezahltes oder ehrenamtliches Engagement einbringen.
Durch den gemeinschaftlichen Betrieb der Plattform adressiert Hostsharing das im Kontext der Digitalisierung auftretende ökonomische Nachhaltigkeitsdefizit der Bildung von Plattformmonopolen.

## Die virtuelle Generalversammlung
Hostsharing schrieb Rechtsgeschichte, weil hier erstmals eine virtuelle Generalversammlung zur Anwendung kommen sollte. Dem gegenüber stand längere Zeit das vorhandene Genossenschaftsrecht, das die physische Anwesenheit der Mitglieder bei der Generalversammlung vorschrieb. Faktisch umschifft wurde diese Vorschrift durch eine Vorfestlegung per Abstimmung mittels einer Mailingliste, von der die physische Versammlung per Satzung nur bei gleichzeitiger Vertagung abweichen durfte. Der unter anderem aufgrund einer wissenschaftlichen Studie über Hostsharing im Jahr 2006 geänderte Artikel § 43 des Genossenschaftsgesetzes erlaubt nun auch die Möglichkeit, „dass Beschlüsse der Mitglieder schriftlich oder in elektronischer Form gefasst werden“. Der Zentralverband deutscher Konsumgenossenschaften (ZdK) hat einen entsprechenden Passus in seine Mustersatzung aufgenommen. Hostsharing war die erste Genossenschaft, die eine derartige Formel in ihre Satzung übernahm und die virtuelle Generalversammlung der Mitglieder über das Internet ausübt. Als „virtuelles Unternehmen“ in genossenschaftlicher Form rückte Hostsharing zudem in den Fokus des wirtschaftswissenschaftlichen Interesses.
Am 24. Juli 2022 trat eine Änderung des Genossenschaftsgesetzes in Kraft. In § 43b (1) GenG wird nun als zulässige Form einer Generalversammlung eine ›Versammlung im gestreckten Verfahren‹ aufgeführt, die in Erörterungsphase und zeitlich nachgelagerter Abstimmungsphase aufgeteilt ist. Laut Satzung praktiziert die Hostsharing eG das gestreckte Verfahren bereits seit Jahren erfolgreich.

## Genossenschaftlicher Social Media Service
Seit 2018 bietet die Hostsharing eG deutschsprachigen Genossenschaften, ihren Verbänden und Vereinen kostenlos den auf Mastodon basierenden Social Media Service geno.social. Der Dienst basiert auf dem verteilten Microblogging-Dienst Mastodon.

## Nominierung für den CSR-Preis der Bundesregierung 2020
Aufgrund ihres Bestrebens, digitale Nachhaltigkeit zu verwirklichen, wurde die Hostsharing eG in der Kategorie „CSR und Digitalisierung“ für den CSR-Preis 2020 der Bundesregierung nominiert. Mit dem Preis werden Unternehmen ausgezeichnet, die sich durch eine nachhaltige Unternehmensführung auszeichnen.